# Diestostemma steinbachi
Diestostemma steinbachi är en insektsart som beskrevs av Schmidt 1910. Diestostemma steinbachi ingår i släktet Diestostemma och familjen dvärgstritar.
Artens utbredningsområde är Bolivia. Inga underarter finns listade i Catalogue of Life.